# 急性细菌性前列腺炎
急性细菌性前列腺炎（Acute Prostatitis）是由非特异性细菌引起的前列腺组织的急性炎症称之为急性细菌性前列腺炎。它是前列腺炎中的罕见类型。

## 临床表现
急性细菌性前列腺炎发病急，高热，尿频、尿急、尿痛。肛指检查發現前列腺肿大、变软，明显触痛。此时严禁前列腺按摩。取终末尿，细菌培养找致病菌；做药敏实验，制定最佳抗菌治疗方案。

## 治疗
一般，急性细菌性前列腺炎患者的前列腺包膜可以透过治疗用抗菌素，大多数可以达到有效治疗浓度，因此急性细菌性前列腺炎多能治愈，不转变为慢性前列腺炎；治疗不及时或治疗不当，急性细菌性前列腺炎发展为前列腺脓肿。
抗生素選擇：急性攝護腺炎：FQ類或TMP-SMX口服14-28天，慢性則口服6-12週。

## 预后
如果得到及时诊断及正确治疗，预后良好。

## 附加圖片

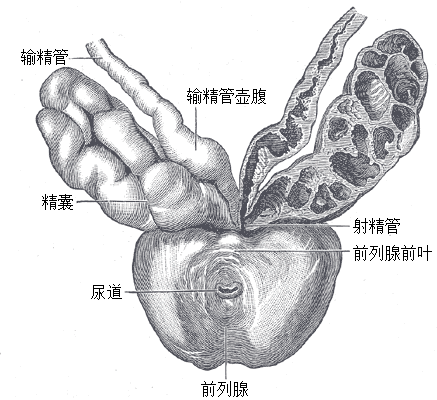
前列腺、尿道，及精囊。
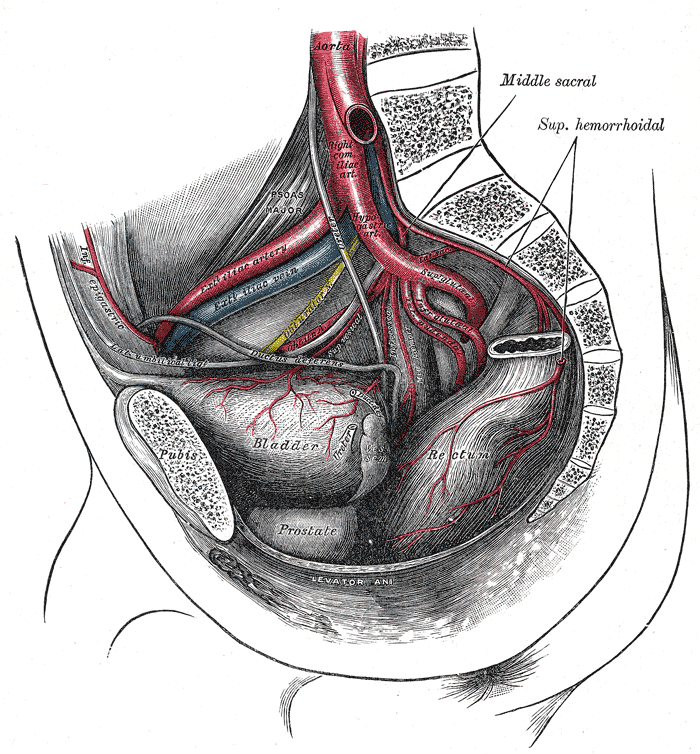
骨盆動脈。
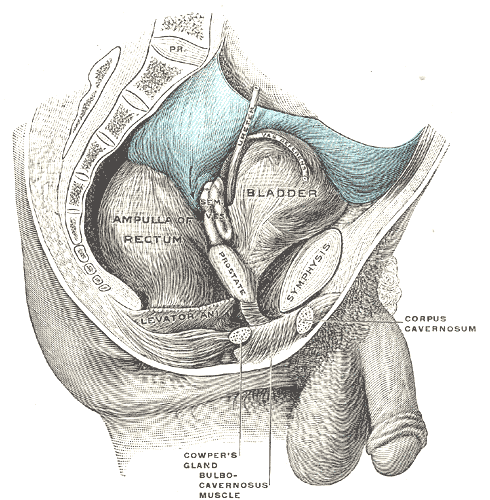
從右側所視男性盆腔器官。

## 外部連結
- 中的“Prostatitis”